# VAT1
VAT1‏ (Synaptic vesicle membrane protein VAT-1 homolog) هوَ بروتين يُشَفر بواسطة جين VAT1 في الإنسان.